# ليندا مولتون هاو
ليندا مولتون هاو (بالإنجليزية: Linda Moulton Howe)‏ هي صحفية أمريكية، ولدت في 20 يناير 1942 في بويسي في الولايات المتحدة.

## وصلات خارجية
- الموقع الرسمي
- ليندا مولتون هاو على موقع IMDb (الإنجليزية)
- ليندا مولتون هاو على موقع كينوبويسك (الروسية)